# Copa Intercontinental 2018 (India)
La Copa Intercontinental 2018 (conocida como Copa Intercontinental Hero 2018 por razones de patrocinio) fue un torneo de fútbol organizado por la Federación de Fútbol de la India como parte de la preparación de la selección india para la Copa Asiática 2019.
Se disputó en Bombay, India del 1 al 10 de junio de 2018.

## Participantes
- India
- Nueva Zelanda
- Kenia
- China Taipéi

## Fase de grupos

### Clasificación
| Pos. | Equipo        | PJ | PG | PE | PP | GF | GC | DG  | Pts. |                        |
| ---- | ------------- | -- | -- | -- | -- | -- | -- | --- | ---- | ---------------------- |
| 1    | India         | 3  | 2  | 0  | 1  | 9  | 2  | +7  | 6    | Clasificado a la final |
| 2    | Kenia         | 3  | 2  | 0  | 1  | 6  | 4  | +2  | 6    | Clasificado a la final |
| 3    | Nueva Zelanda | 3  | 2  | 0  | 1  | 4  | 3  | +1  | 6    |                        |
| 4    | China Taipéi  | 3  | 0  | 0  | 3  | 0  | 10 | −10 | 0    |                        |

### Fixture
| 1 de junio de 2018 | India                                             | 5-0     | China Taipéi | Mumbai Football Arena, Mumbai   |                                 |
| 20:00              | Chhetri 14', 34', 62' · U. Singh 48' · Halder 78' | Reporte |              | Árbitro(s): Nivon Robesh Gamini | Árbitro(s): Nivon Robesh Gamini |

| 2 de junio de 2018 | Kenia                    | 2-1     | Nueva Zelanda | Mumbai Football Arena, Mumbai |                            |
| 20:00              | Miheso 45' · Ochieng 69' | Reporte | Singh 42'     | Árbitro(s): Santhosh Kumar    | Árbitro(s): Santhosh Kumar |

| 4 de junio de 2018 | India                                      | 3-0     | Kenia | Mumbai Football Arena, Mumbai                                     |                                                                   |
| 20:00              | Chhetri 68' (pen.), 90+2' · Lalpekhlua 71' | Reporte |       | Asistencia: 8.890 espectadores Árbitro(s): Hettikamkanamge Perera | Asistencia: 8.890 espectadores Árbitro(s): Hettikamkanamge Perera |

| 5 de junio de 2018 | China Taipéi | 0-1     | Nueva Zelanda    | Mumbai Football Arena, Mumbai |                              |
| 20:00              |              | Reporte | Bevan 36' (pen.) | Árbitro(s): C. R. Srikrishna  | Árbitro(s): C. R. Srikrishna |

| 7 de junio de 2018 | India       | 1-2     | Nueva Zelanda          | Mumbai Football Arena, Mumbai |             |
| 20:00              | Chhetri 47' | Reporte | de Jong 49' · Dyer 86' | Árbitro(s):                   | Árbitro(s): |

| 8 de junio de 2018 | China Taipéi | 0-4     | Kenia                                             | Mumbai Football Arena, Mumbai |                           |
| 20:00              |              | Reporte | Odhiambo 52' · Atudo 55' (pen.), 88' · Otieno 70' | Árbitro(s): Santosh Kumar     | Árbitro(s): Santosh Kumar |

## Final
| 10 de junio de 2018 | India           | 2-0     | Kenia | Mumbai Football Arena, Mumbai   |                                 |
| 20:00               | Chhetri 8', 29' | Reporte |       | Árbitro(s): Nivon Robesh Gamini | Árbitro(s): Nivon Robesh Gamini |

## Campeón
| Copa Intercontinental 2018 |
| -------------------------- |
| Bandera de la India        |
| India                      |

## Goleadores
| - 8 goles - Sunil Chhetri | - 2 goles Jockins Atudo | - 1 gol - Dennis Odhiambo - Timothy Otieno - Clifton Miheso - Ovella Ochieng - Pronay Halder - Udanta Singh - Jeje Lalpekhlua - Sarpreet Singh - Myer Bevan - Andre de Jong - Moses Dyer |